# Сестрорецкий Сад у дома командира завода
Сад у дома командира Сестрорецкого оружейного завода — исторический сад в городе Сестрорецке. Находится на улице Воскова, возле дома № 4. Объект культурного наследия федерального значения (нормативный акт: постановление Правительства РФ № 527 от 10.07.2001).

## История
Первое упоминание о саде (в статье Р. Гаусмана «Исторический очерк гидротехнических сооружений Сестрорецкого оружейного завода», опубликованной в «Инженерном журнале» 1861 года) связано с прорывом водохранилища Сестрорецкий Разлив:

…уже на 3-й день струя приняла совершенно другое направление, изрыла всю местность, (образовавшиеся тогда рытвины видны ещё до сих пор) и, наконец, обойдя командирский сад и сам завод, соединилась опять со старым руслом р. Сестры.

До 1917 года рабочие завода допускались в сад только в Духов день, где для них устраивались гулянья на два часа под присмотром городовых. С балкона своего дома перед горожанами выступал командир завода.
При советской власти дом и сад командира завода стали культурным центром Сестрорецка. В доме находился рабочий клуб (впоследствии Дом культуры им. В. И. Ленина), сад стал Садом отдыха со стадионами.
После приватизации в 1990-х годах Сестрорецкого инструментального завода культурное назначение приватизированных объектов постепенно было утрачено, и с 2003 года, после объявления программы «Петровский арсенал», через сад прошёл строительный забор. Дом командира завода после реставрации стал офисным центром. Сад сократился до уличного газона.

## Сад командира завода — «Сад отдыха»
После революции сад стал называться «Садом отдыха». Четыре раза в неделю летом устраивались концерты, читались лекции. Вход в сад был платным. Перед входом в сад стояли две цилиндрические тумбы, внутри которых размещались билетные кассы.
От здания клуба аллея из сирени вела на центральную поляну, где находился летний театр с хорошо оборудованной сценой. Зрители амфитеатром сидели на простых скамейках в окружении цветущих кустов. Летний театр был гордостью Сестрорецка. Длина зрительного зала — 75 метров, в самой высокой точке высота достигала 10 метров, корпус театра состоял из деревянных брусьев и металлических балок, крыша накрыта брезентом. Когда заканчивался театральный сезон, летний театр использовался как кинотеатр.
В зимнее время мероприятия проводились в помещениях клуба, а летом переносились в «Сад отдыха» под открытое небо. Привлекались артисты из театров Ленинграда: театра драмы имени А. С. Пушкина, театра музыкальной комедии, театра юных зрителей, артисты филармонии и эстрады.
На центральной поляне располагались открытая эстрада, бильярдная на три стола, оранжерея садовода-любителя Ипполита Леопольдовича Заливского, автора ряда книг по цветоводству. Он создал в саду, на заводе и по всему району прекрасные клумбы с выведенными им лилиями, георгинами и другими цветами.
В саду были танцплощадка, где после лекций устраивались танцы в сопровождении баяна или духового оркестра, и ресторан, прозванный в народе «Дача Троекурова», где столики стояли под деревьями.

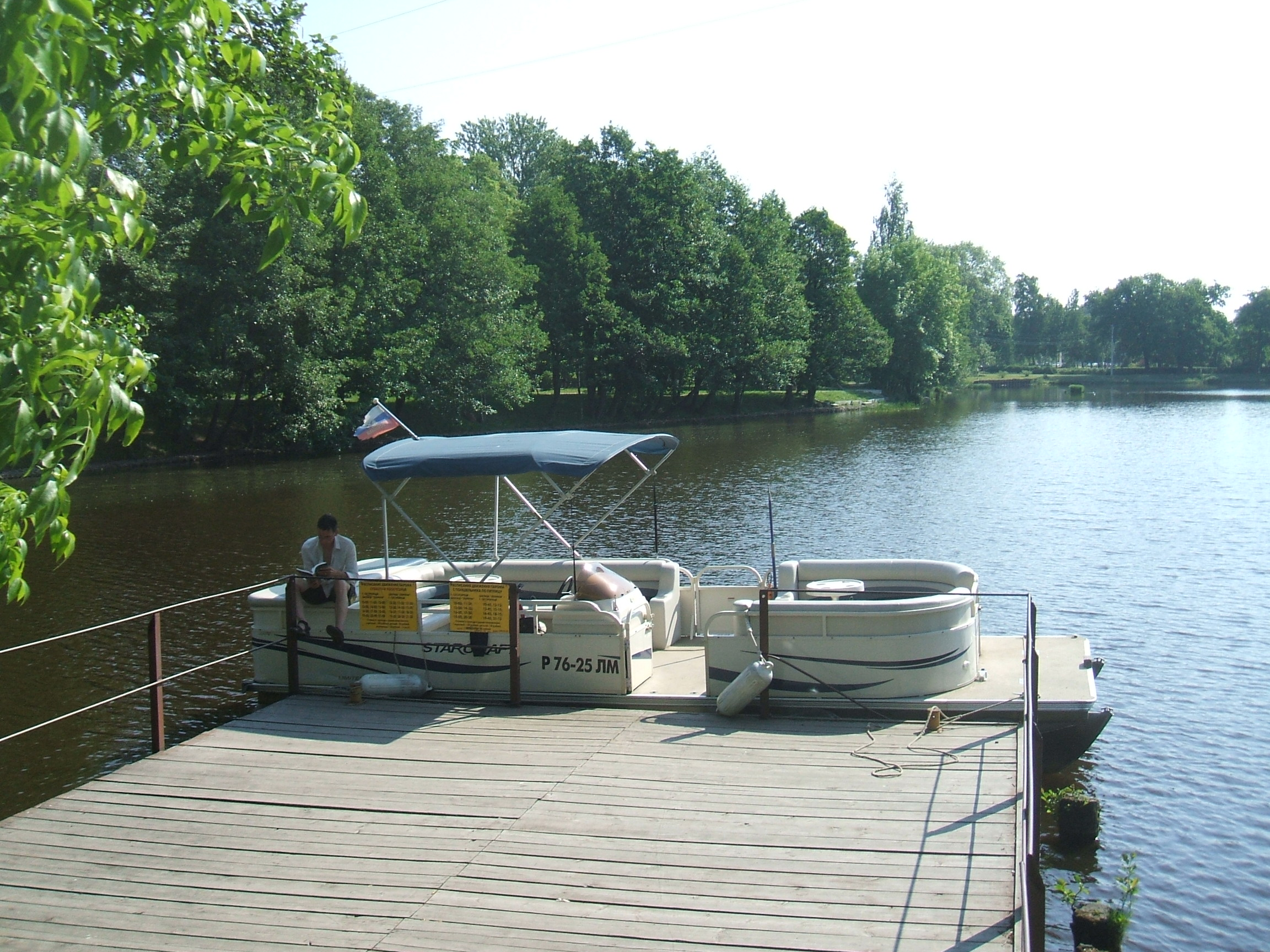
Пристань лодочной станции в 2010 году

К «Саду отдыха» относилась и расположенная рядом, через улицу Воскова, лодочная станция на Сестрорецком Разливе.
В начале войны в клубе находился призывной сборный пункт. С балкона здания произносились речи, а затем колонны призывников отправлялись на вокзал, откуда непрерывно отходили воинские эшелоны. За период войны сад был разрушен.
После снятия в январе 1944 года блокады Ленинграда сразу был восстановлен каток, летом танцплощадка, стали работать кружки. После войны восстановили стадион и спортивные площадки для всех видов спорта. Здесь начинал свою спортивную жизнь Всеволод Бобров. Были сильные заводские команды по футболу и хоккею. По выходным дням на катке заводские команды играли в хоккей на первенство Ленинграда или завода, а каждый день на лёд выходили кататься дети и взрослые.
В летний период сад посещало более 600 тысяч человек заводчан, горожан, дачников, гостей. Летний сезон заканчивался большим гуляньем и фейерверком.

## ФотогалереяXXI век

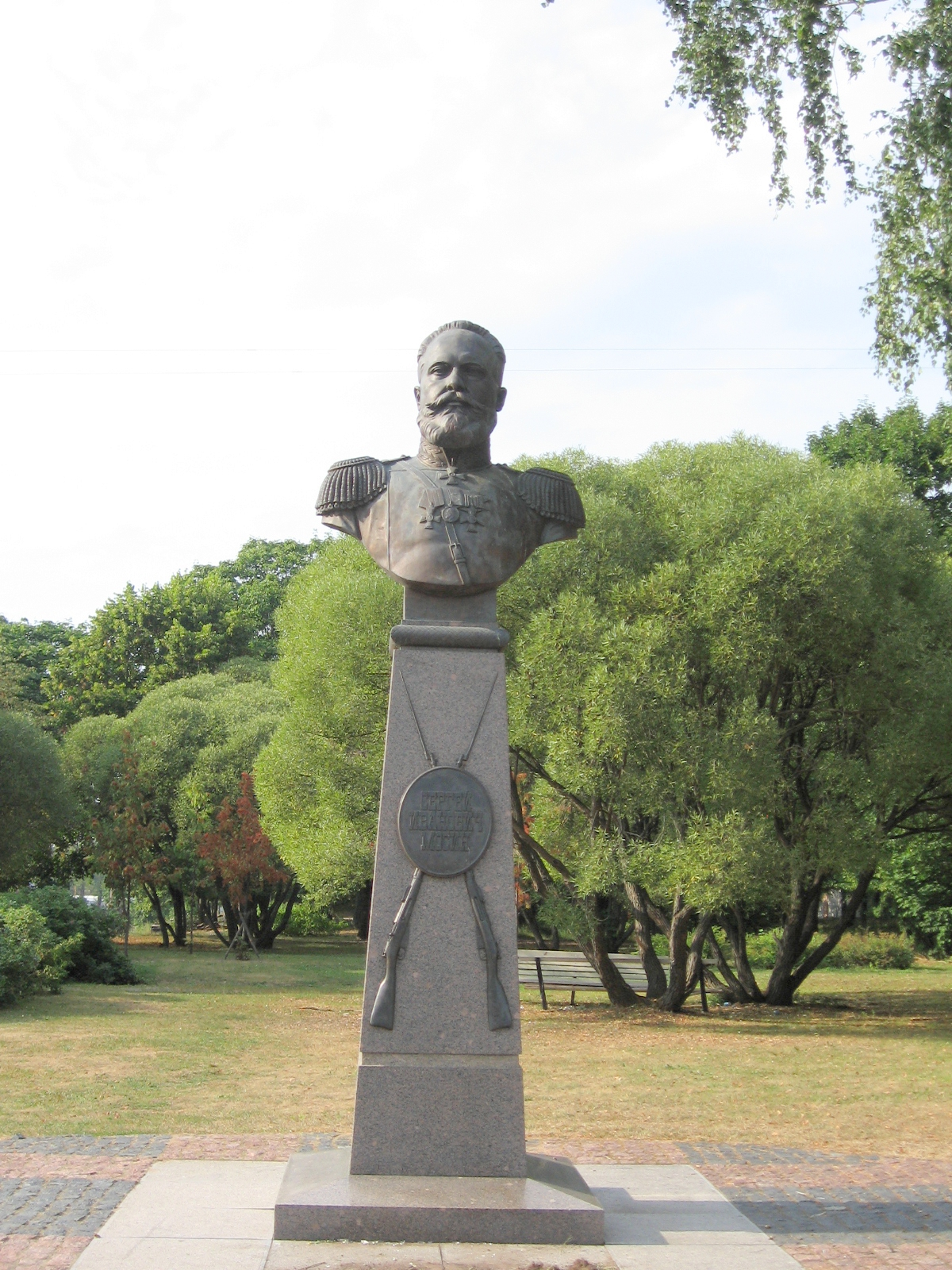
Памятник С. И. Мосину в сквере рядом с заводом
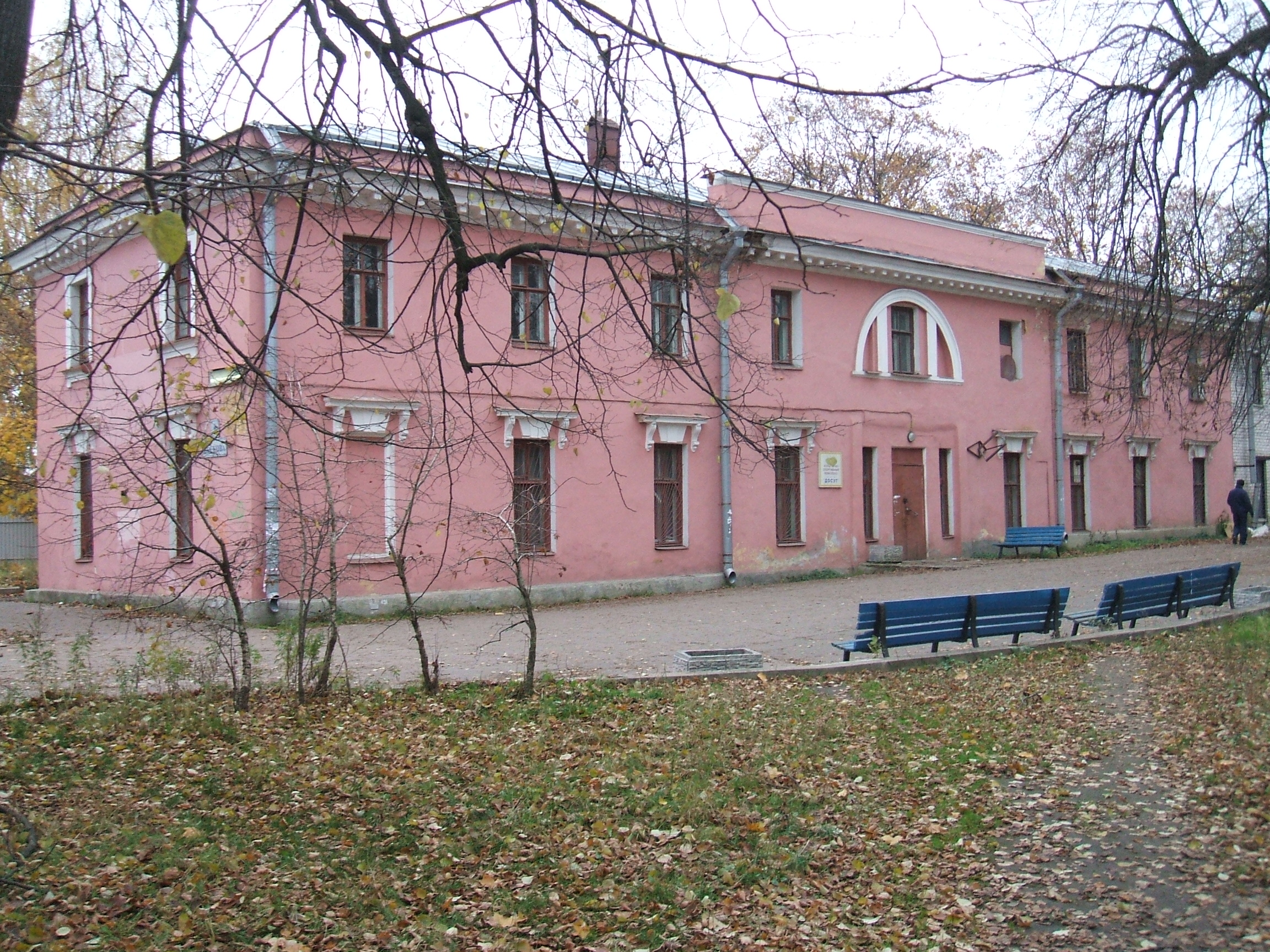
Дом культуры им. В. И. Ленина
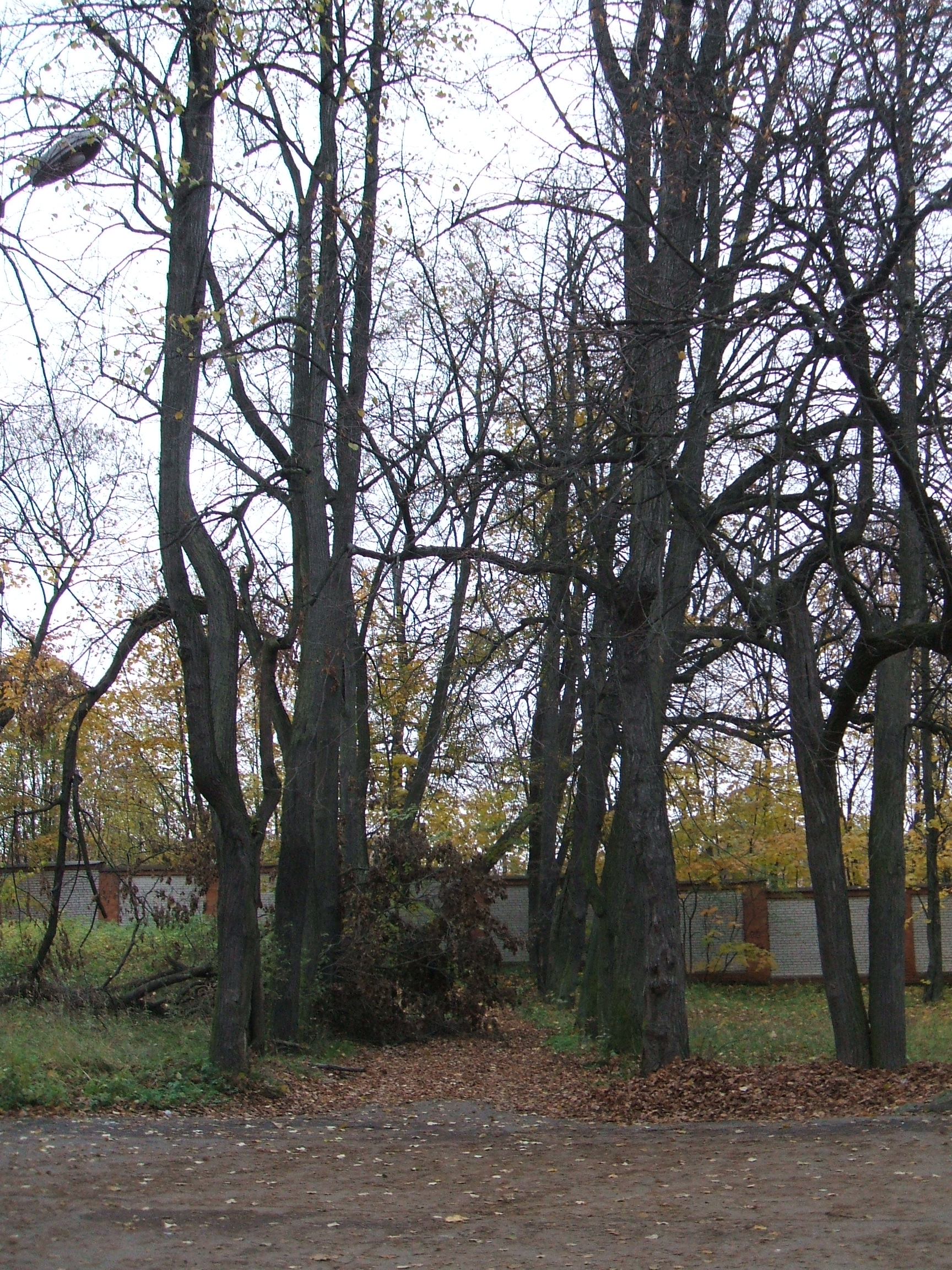
Аллея командира на завод в 2008 году
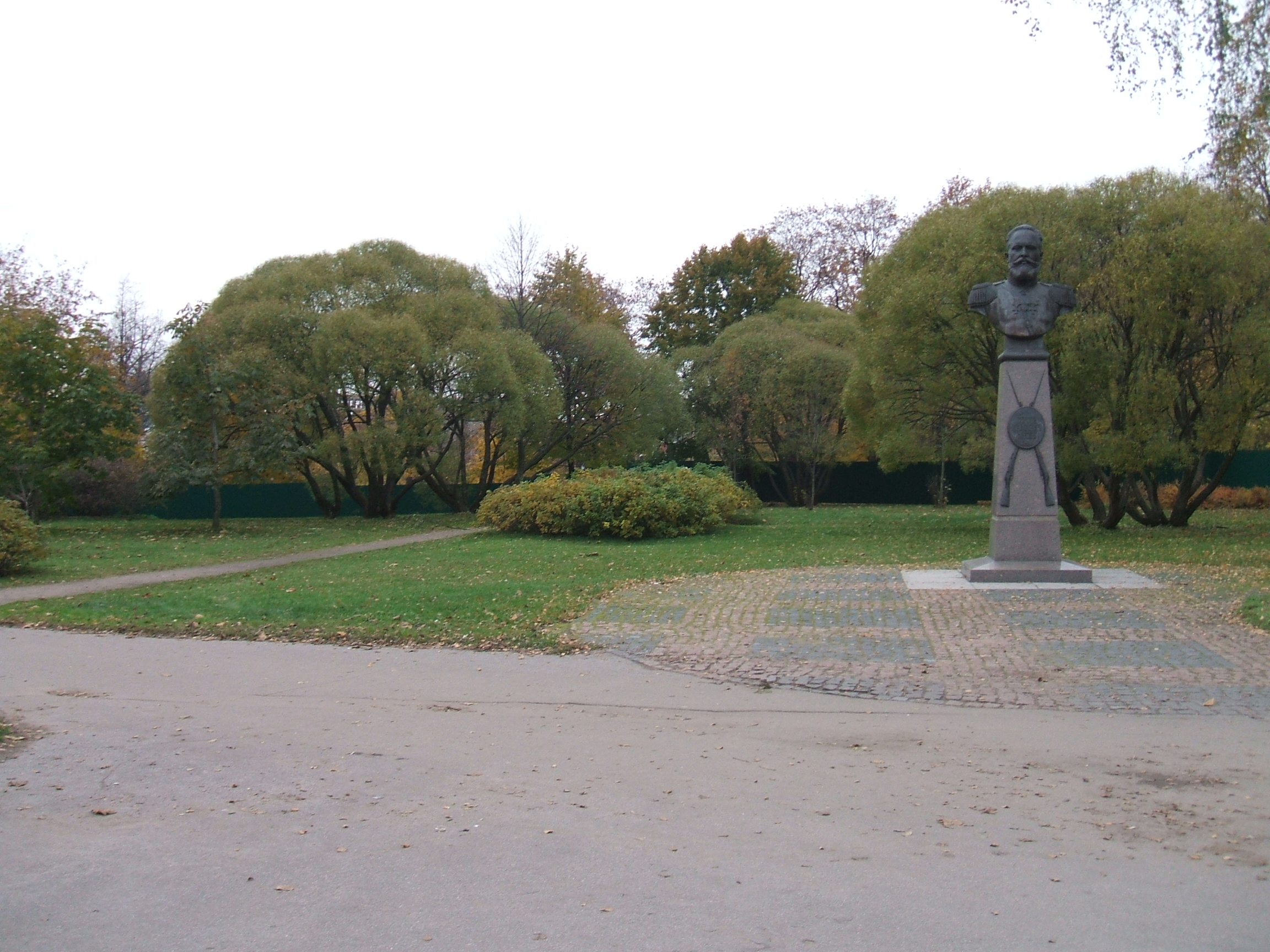
Верхняя часть сада. Памятник Мосину.
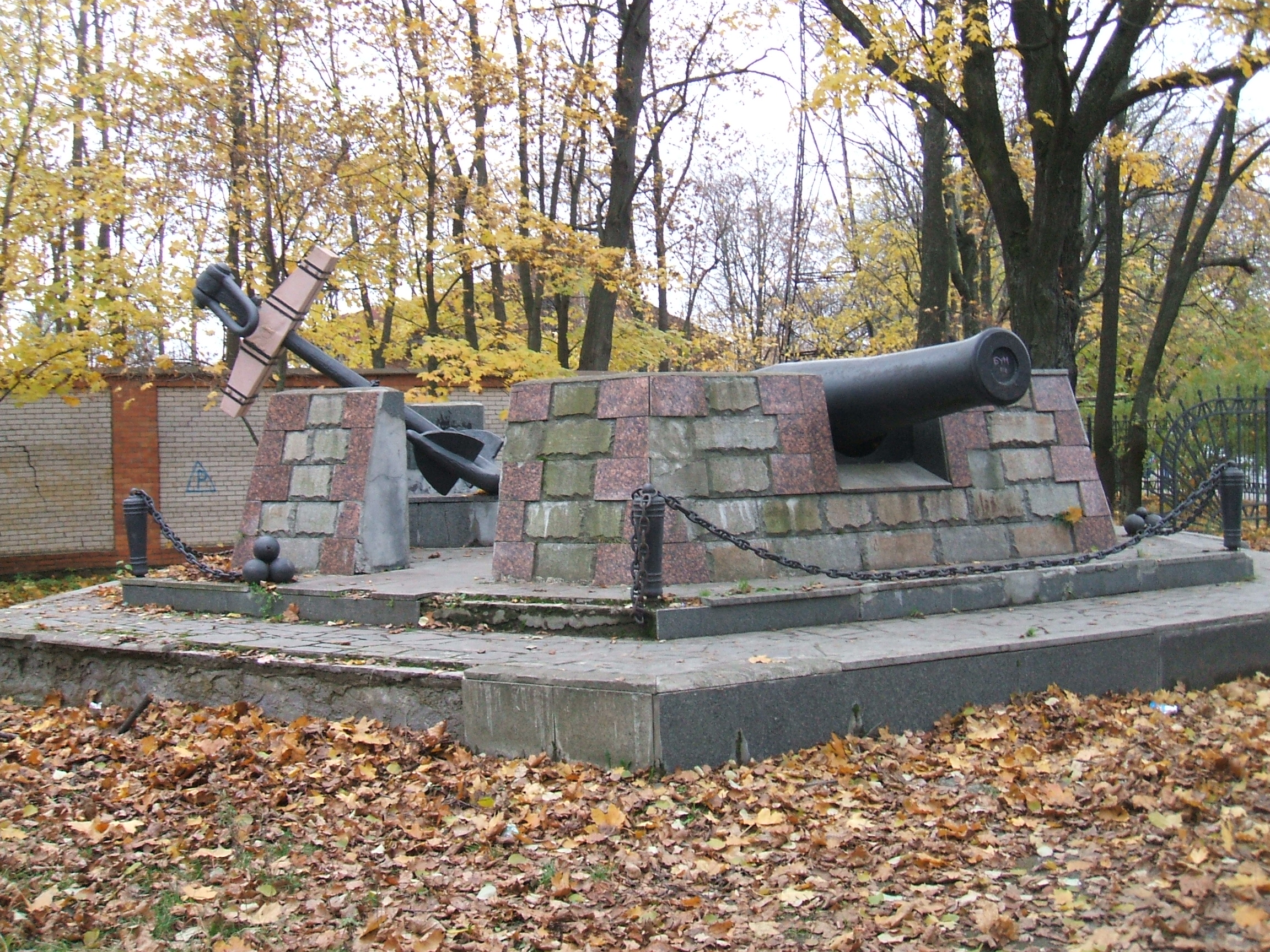
Памятник в честь создания в 1721 году завода
Макет «Дом командира завода», авт. В. И. Чуркин
Дом командира завода
после реставрации в 2009 году
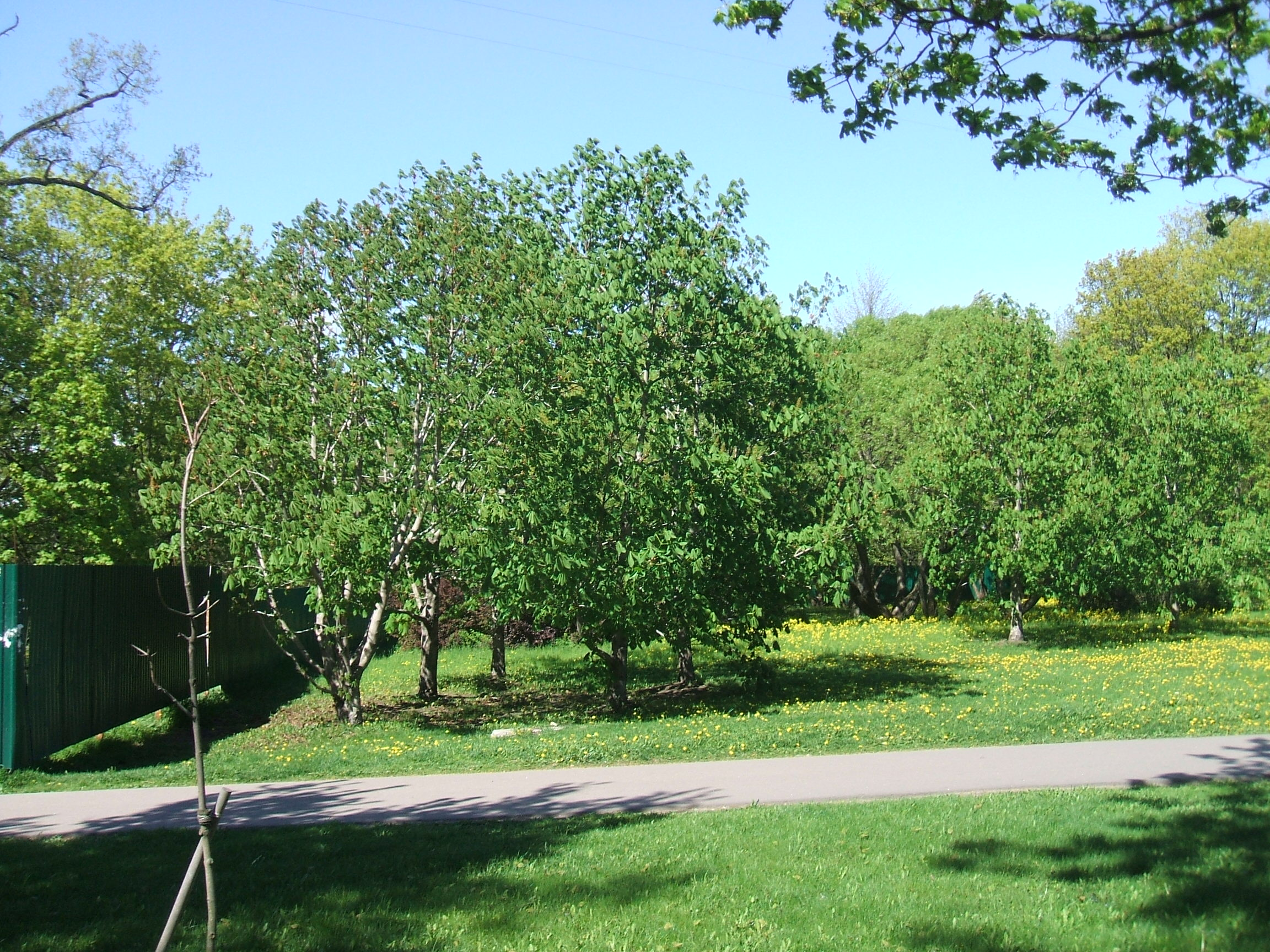
Сад в 2011 году
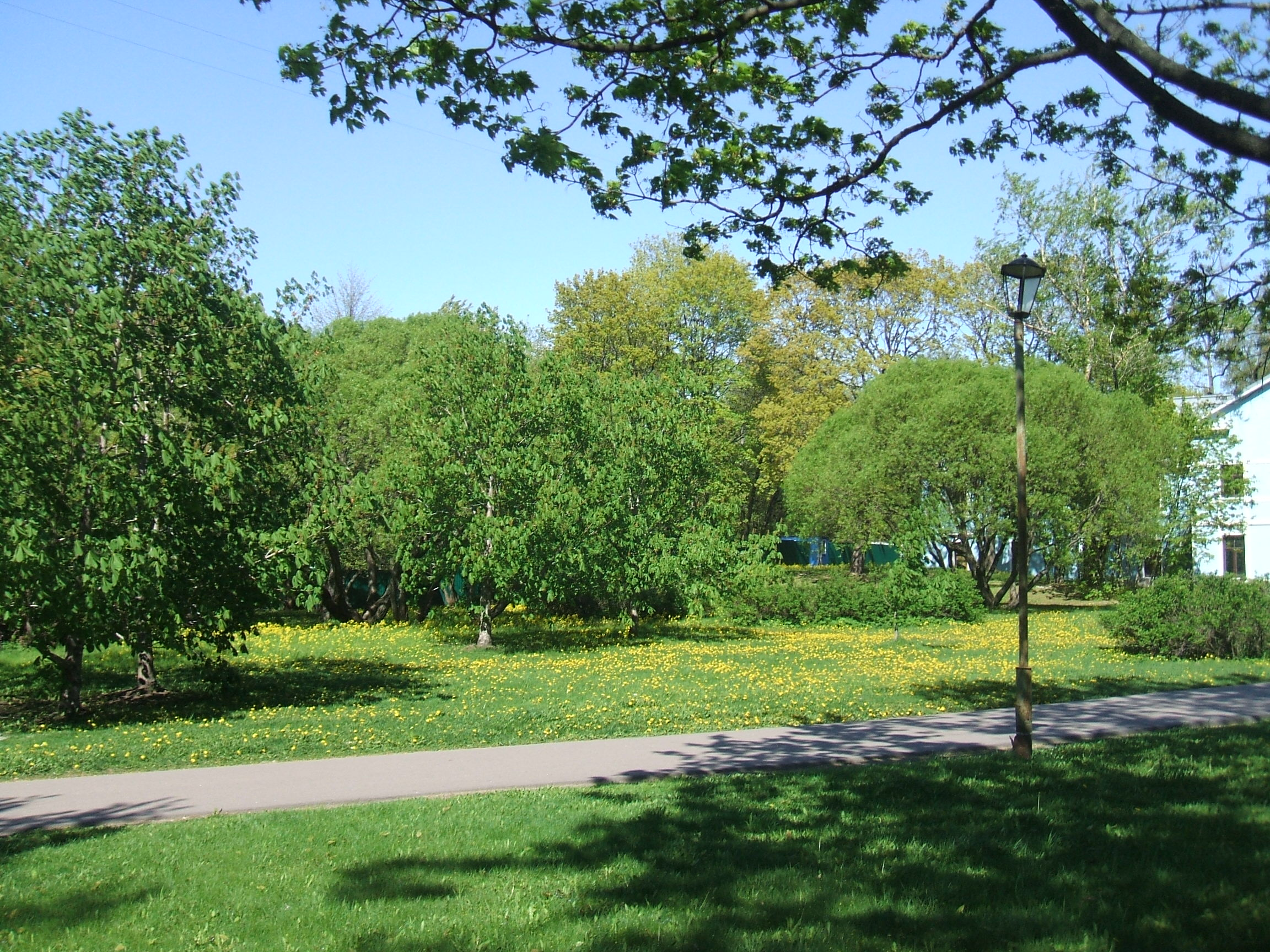
Газон